# Sud Aviation
Sud Aviation – francuska wytwórnia lotnicza, powstała z połączenia SNCASE (Société nationale des constructions aéronautiques du Sud-Est) i SNCASO (Société nationale des constructions aéronautiques du Sud-Ouest) 1 marca 1957. Sud Aviation połączyła się z Nord Aviation w 1970, tworząc przedsiębiorstwo Aérospatiale. Razem z British Aircraft Corporation wyprodukowała naddźwiękowe samoloty pasażerskie Concorde.